# Star's Lovers
Star's Lovers (Exposed) è un film statunitense del 1983, scritto, prodotto e diretto da James Toback. Protagonisti Nastassja Kinski, Rudol'f Nureev, Harvey Keitel, Ian McShane e Bibi Andersson.

## Trama
La studentessa Elizabeth Carlson, originaria del Wisconsin, lascia la propria terra e gli studi per trovare fortuna a New York. Dal nulla diventerà modella e, recatasi a Parigi, si imbatterà in terroristi europei.

## Produzione
James Toback dichiarò di aver tentato per anni di trovare un produttore.
Toback scrisse la storia basandosi sul flirt avuto con una hostess.
Fu l'ultimo film per Ron Randell prima della sua morte nel 2005.